# Rocket Arena (Cleveland)
Die Rocket Arena ist eine Mehrzweckhalle in der US-amerikanischen Stadt Cleveland im Bundesstaat Ohio. Es ist die Spielstätte des Basketball-Franchise der Cleveland Cavaliers aus der National Basketball Association (NBA), der Cleveland Monsters aus der American Hockey League (AHL), der zweithöchsten Spielklasse im Eishockey Nordamerikas sowie die der Cleveland Gladiators aus der Arena Football League (AFL). Des Weiteren nutzen die NCAA-College-Basketballmannschaften der Männer und Frauen der Cleveland State Vikings gelegentlich die Halle, neben ihrer Heimarena, dem Wolstein Center. Der Namenssponsor der Arena ist der US-Hypothekenfinanzierer Rocket Mortgage mit Hauptsitz in Detroit, Michigan. Die Rocket Arena liegt in direkter Nachbarschaft zum Progressive Field, dem Stadion der Cleveland Guardians aus der Major League Baseball (MLB).

## Geschichte
Die Arena wurde ab dem 27. April 1992 gebaut. Finanziert wurde das Projekt, ebenso wie das benachbarte Jacobs Field, mit einer Pigou-Steuer auf Alkohol und Tabak. Die Eröffnung der Halle fand am 17. Oktober 1994 mit einem Konzert des US-amerikanischen Musikers Billy Joel statt, einige Wochen später bestritten die Cleveland Cavaliers ihr erstes Basketballspiel in der neuen Halle. Zuvor hatte die Mannschaft ihre Spiele im Richfield Coliseum im südlich von Cleveland gelegenen Richfield ausgetragen. Zunächst trug die Mehrzweckhalle den Namen Gund Arena, benannt nach Gordon Gund, dem damaligen Besitzer der Cavaliers, der die Namensrechte jedoch im August 2004 an die „Quicken Loans Corporation“ verkaufte.
Im Sommer 2005 ließ der neue Hauptbesitzer der Cavaliers, Dan Gilbert, die Arena renovieren. Dabei wurden unter anderem neue Sitze installiert und neue Audio- und Videosysteme eingebaut. „The Q“ bietet bei Basketballspielen 20.562 Zuschauer Platz, darunter 2.000 in Logen und 92 in Luxussuiten. Neben dem professionellen Sport ist das Rocket Mortgage FieldHouse zudem Austragungsort verschiedener College-Basketballturniere der Mid-American Conference, einer Division im Spielbetrieb der NCAA, die im Schnitt 10.000 bis 15.000 Besucher in die Halle locken.
Am 16. Mai 2006 gab das AHL-Franchise der Utah Grizzlies bekannt, in das Rocket Mortgage FieldHouse umziehen zu wollen, wo es von der Saison 2007/08 bis August 2016 unter dem Namen Lake Erie Monsters spielt und seither als Cleveland Monsters firmiert. Im Oktober 2007 taten es die Las Vegas Gladiators aus der Arena Football League den Grizzlies gleich und bestreiten seit 2008 ihre Spiele unter dem Namen Cleveland Gladiators in der Arena. Ehemalige Teams, die ihre Heimspiele in der Halle austrugen, sind die Frauenbasketballmannschaft der Cleveland Rockers aus der Women’s National Basketball Association, die Cleveland Barons aus der AHL sowie die Cleveland Lumberjacks, die von 1994 bis 2001 in der International Hockey League spielten.
Weitere Veranstaltungen, die im Rocket Mortgage FieldHouse ausgetragen wurden, sind verschiedene Wrestling-Events, die US-amerikanischen Eiskunstlaufmeisterschaften 2000 sowie vor allem das NBA All-Star Game 1997 und das Final Four der NCAA Women’s Division I Basketball Championship 2007.
Die Cleveland Cavaliers ließen die Arena umfassend modernisieren. Der Umbau wurde während des laufenden Spielbetriebs durchgeführt. Die Kosten wurden zwischen den Cavaliers und der Stadt geteilt. Im Gegenzug haben die Cleveland Cavaliers ihren Mietvertrag für das Rocket Mortgage FieldHouse bis in das Jahr 2034 verlängert. Im Außenbereich entstanden kleine Geschäfte und Bars. Die Fassade wurde komplett renoviert und verglast. Im Inneren wurden hauptsächlich die Logen der über zwanzig Jahre alten Arena auf den neuesten Stand der Technik gebracht. Für die Renovierung orientieren sich die Cleveland Cavaliers am Golden 1 Center in Sacramento. Die Arbeiten begannen im Februar 2018 und wurden bis September 2019, rechtzeitig zur Saison 2019/20, abgeschlossen. Im Juni 2018 wurde die Halle über den Sommer komplett für die Umbauten geschlossen. Bis zur Fertigstellung im September 2019 mussten die Besucher mit Einschränkungen rechnen. Die Eingangshalle besitzt die Fläche von 4.000 m² und hat eine Glasfassade erhalten. Die Haupthalle wurde auf der Südseite um etwa 590 m² vergrößert.
Am 1. November 2018 gab die NBA bekannt, dass das NBA All-Star Weekend mit dem All-Star Game 2022 nach Cleveland in das Rocket Mortgage FieldHouse vergeben wurde. Zuletzt war Cleveland 1997 Austragungsort der Veranstaltung im Rocket Mortgage FieldHouse, die damals noch Gund Arena hieß.
Die Modernisierung wurde durch ein Joint Venture zwischen der Stadt Cleveland, dem Cuyahoga County, der Gateway Economic Development Corporation und den Cavaliers umgesetzt. Die Cleveland Cavaliers finanzierten privat 115 Mio. der insgesamt 185 Mio. US-Dollar Kosten.
Im Februar 2025 wurde der Name der Halle in Rocket Arena geändert.

## Galerie

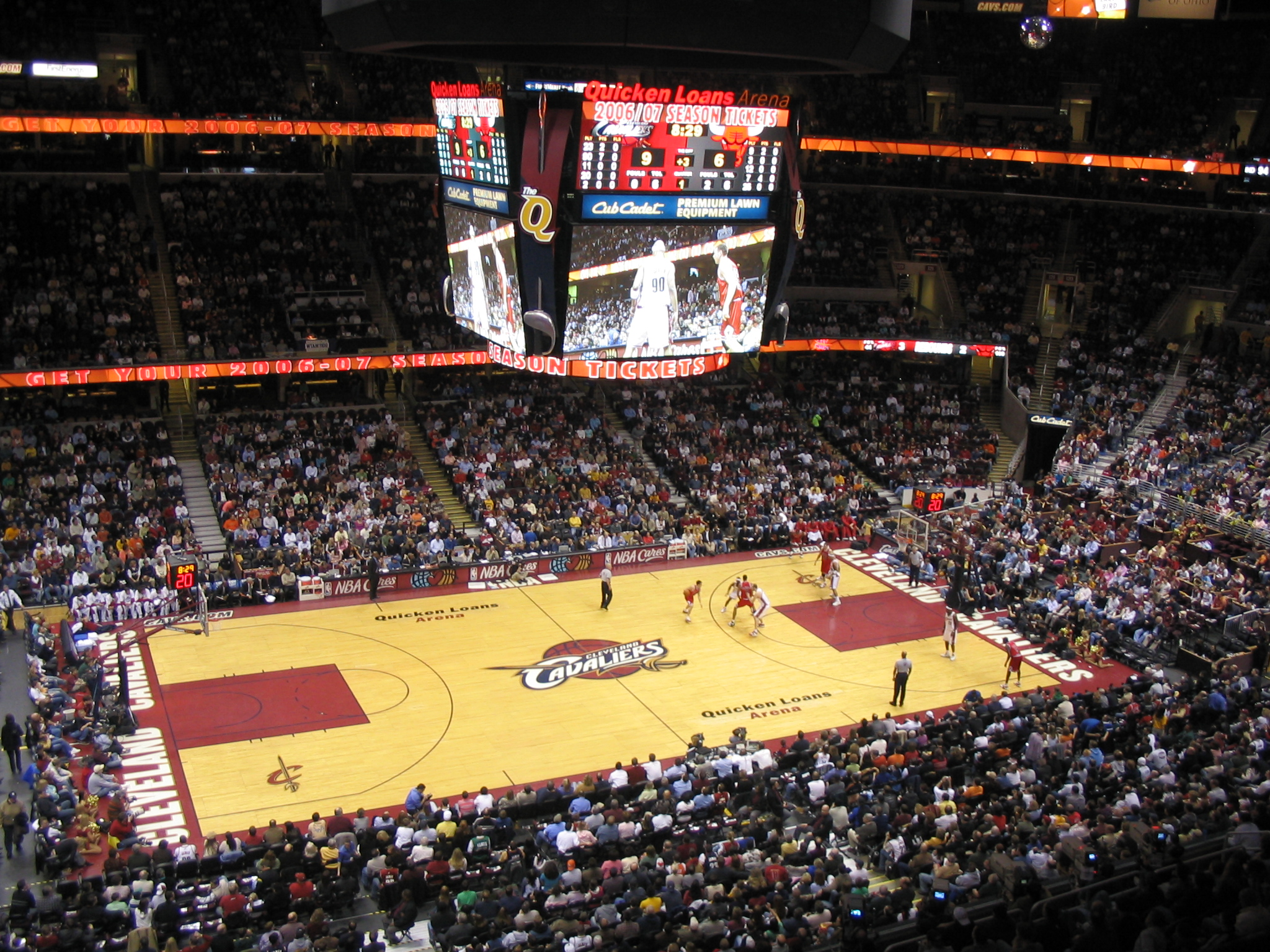
Innenansicht (2006)
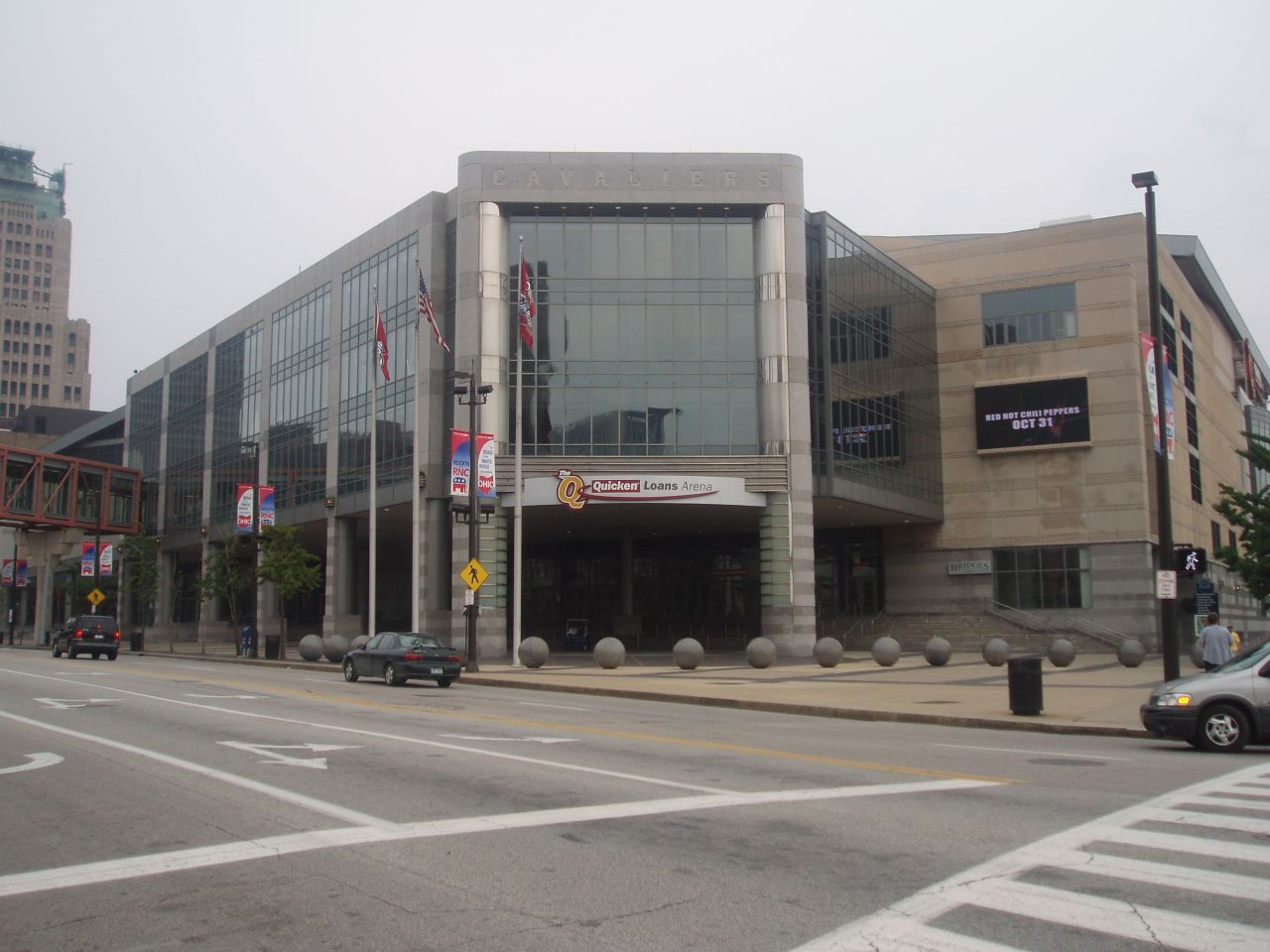
Haupteingang der Arena (2006)
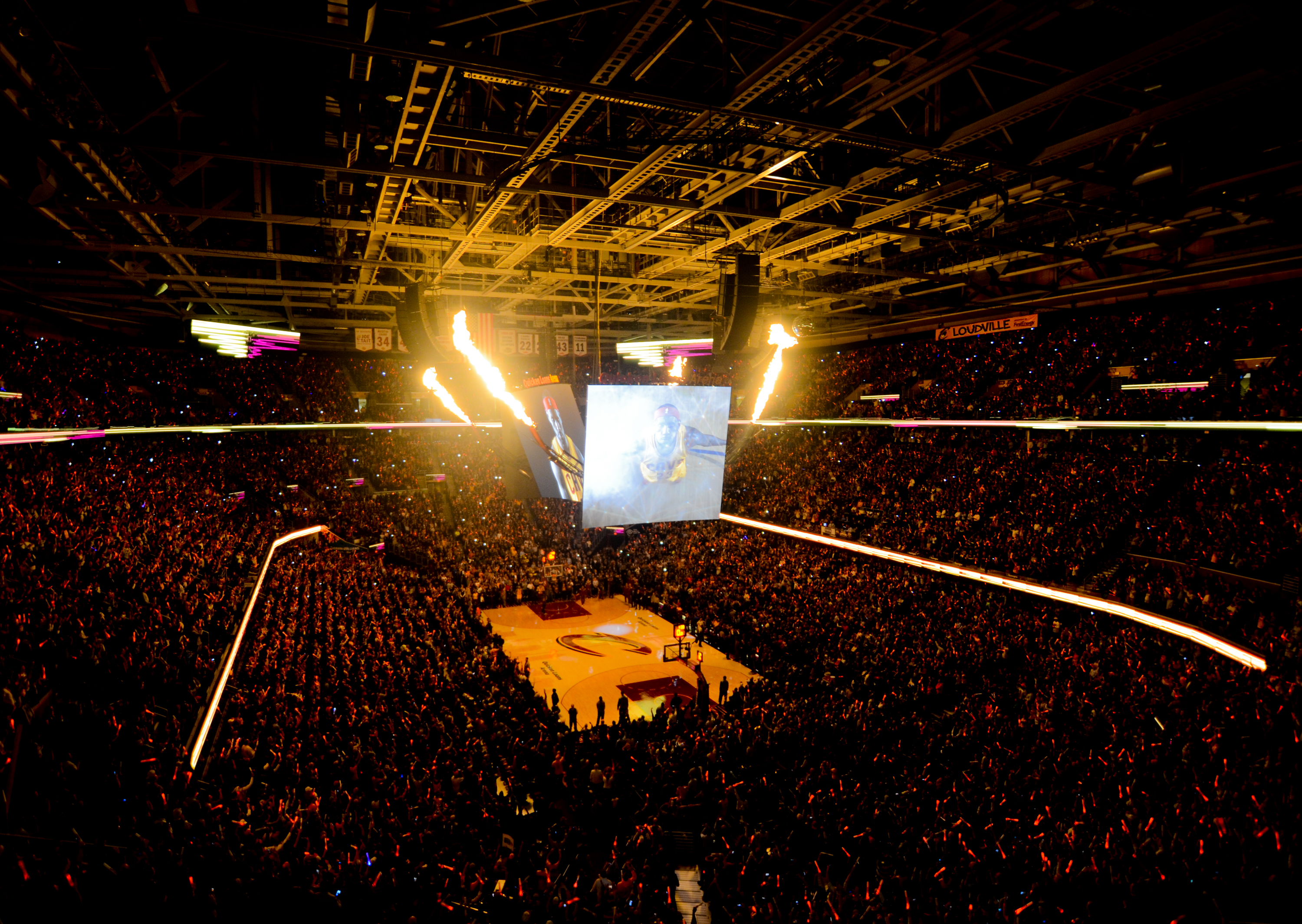
Eröffnungsshow mit dem 2014 neuinstallierten Videowürfel bei einem Spiel der Cleveland Cavaliers
Ehemaliges Logo der Quicken Loans Arena
Logo des Rocket Mortgage FieldHouse